# Champagne-sur-Loue
Champagne-sur-Loue település Franciaországban, Jura megyében. Lakosainak száma 121 fő (2022. január 1.). Champagne-sur-Loue Liesle, Arc-et-Senans, Buffard, Cramans és Port-Lesney községekkel határos.

## Népesség
A település népességének változása:
| Lakosok száma | 122  | 107  | 108  | 127  | 128  | 124  | 125  | 123  | 122  | 121  |
|               | 1968 | 1982 | 1990 | 2006 | 2013 | 2015 | 2017 | 2019 | 2020 | 2022 |